# نينغبو
نينغبو (بالصينية: 宁波市) وهي مدينة في جمهورية الصين الشعبية تقع شمال شرق محافظة جيجيانغ وهي مدينة مينائية يطل عليها بحر الصين الشرقي وحسب إحصاء سنة 2010 بلغ عدد سكانها 7,6 مليون نسمة لها حدود مع مدينة شاوكسينج من الغرب و تاي زهو من الجنوب ولها حدود مائية مع مدينة زهوشان.